# الموالون للإمبراطورية المتحدة

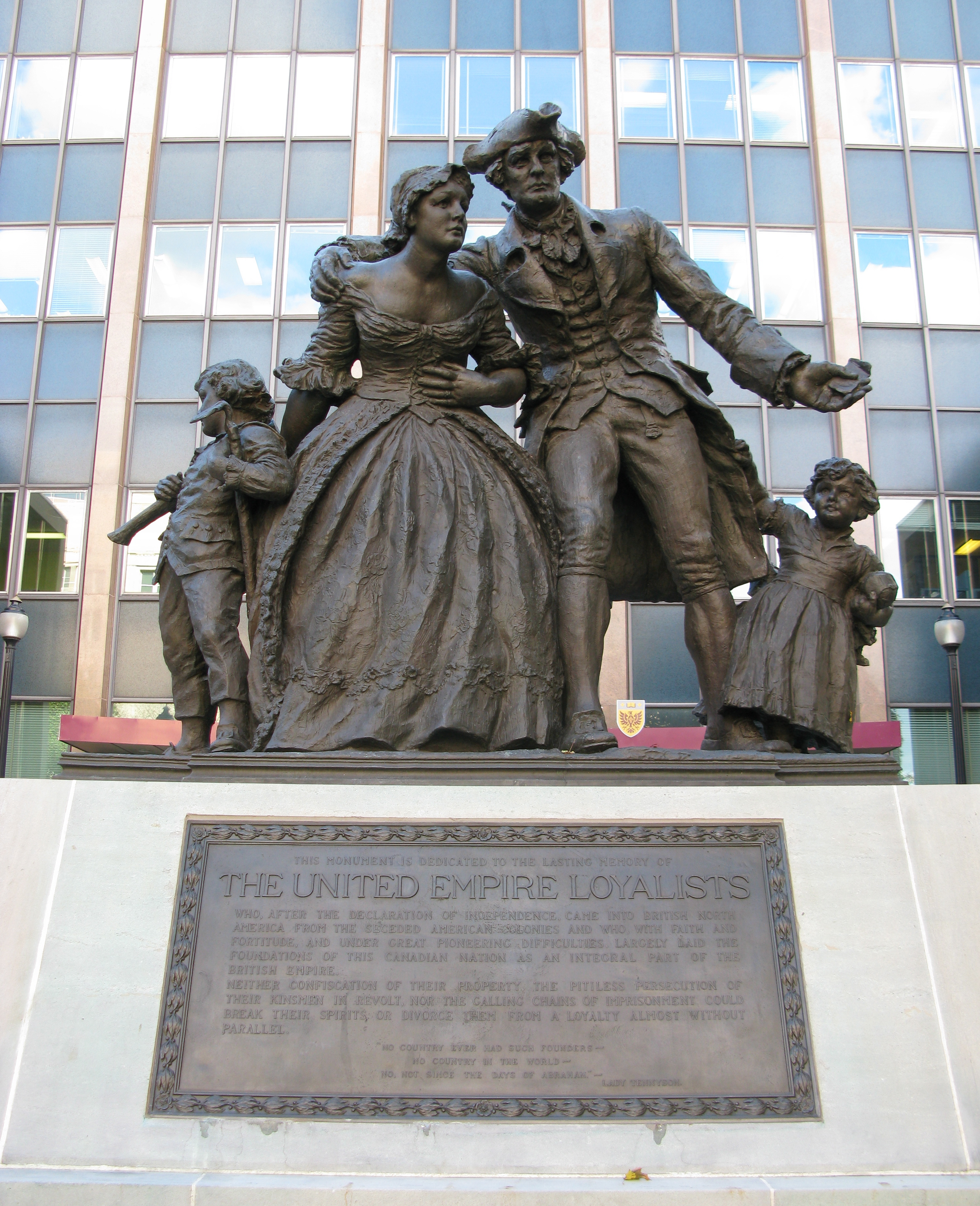

موالين الامبراطورية المتحدة( أو الموالين) وهو اسم شرفي منحه محافظ مدينة كويبك؛ اللورد دورتشستر، والحاكم العام لأمريكا الشمالية البريطانية للموالين للثورة الأمريكية الذين استوطنوا من جديد أمريكا الشمالية البريطانية أثناء أو بعد الثورة الأمريكية.